# Préfecture d'Amou
La préfecture d'Amou est une préfecture du Togo, située dans la région des Plateaux.
Son chef-lieu est Amlamé.

## Géographie
Elle est située au centre du Togo, entre la préfecture d'Ogou à l'est, la préfecture d'Est-Mono au nord, la préfecture de Wawa  à l'ouest et la  préfecture d'Agou, au sud.
Ses parties les plus élevées sont couvertes de forêts.

## Démographie
Sa population estimée (2010) est de 98 338 habitants.

## Économie
La principale ressource est l'exploitation des bois tropicaux : tecks et acajous principalement.
Les plantations de café sont fréquentes dans la préfecture. Les champs de coton complètent les ressources agricoles.

## Référence
Annuaire administratif et démographique du Togo [détail des éditions]